# 疯狂麦克斯 (2015年游戏)
《疯狂麦克斯》（又译作）是一款由雪崩工作室开发，并由《瘋狂麥斯系列》特许授权的第三人稱动作冒险游戏。2015年9月，该游戏于首先由華納兄弟互動娛樂在Microsoft Windows、PlayStation 4，以及Xbox One平台上发行，2016年10月20日，Feral Interactive发行了MacOS及Linux版。
在游戏中，玩家可操控麥斯·洛克坦斯基穿行于荒原之中，向一群以Scabrous Scrotus为首，并夺走了其所有财产的掠夺者复仇。该游戏十分强调车辆战斗，玩家可为他们的车辆升级武器和装甲，以对抗敌人。故事设定于在一个开放的末日幻想风格荒原上，名为「废土」（The Wasteland），这里充斥着沙漠、峡谷和洞穴。 
另外两款《疯狂的麦克斯》游戏分别由科里·巴罗格和Interplay娱乐负责，并先于这款游戏开发，但都未能成功发布。该游戏在前期制作过程中曾咨询过系列创始人乔治·米勒，尽管该游戏并非基于电影原作，但是其世界观仍旧令人兴奋。对于雪崩工作室而言，开发这款车辆战斗类射击类游戏极具挑战性，因为他们先前对此类游戏毫无经验。制作团队曾前往哥斯达黎加丛林考察当地的风景，以创造游戏世界。这款游戏最早于2013年在E3游戏展上露面，而在开发过程中，该游戏经过了重新设计，PlayStation 3和Xbox 360版本也被取消。
该游戏原定于2014年发布，但最终发布于2015年9月，即系列第四部电影《疯狂的麦克斯：狂暴之路》上映数月之后。评论家对游戏的评价褒贬不一。虽然游戏的环境、指引、车辆作战和画面都受到称赞，但其任务设计和故事情节却饱受诟病。2015年9月，该游戏登上美国零售游戏销量榜，排名第八。

## 玩法

游戏的车辆战斗玩法

疯狂麦克斯是一款基于末日開放世界环境的动作冒险游戏，主打车辆作战，在游戏中玩家扮演疯狂麦克斯（布伦·福斯特配音）的同名角色。根据发行商的说法，游戏中多达60%都集中于驾驶上。一些武器及工具，包括火焰喷射器和涡轮增压器，都可以直接安装在载具「杰作」（Magnum Opus）上，与此同时，另一些武器，例如爪钩和狙击步枪，可由麦克斯的助手Chumbucket或麦克斯本人与载具结合使用。麦克斯的座驾「杰作」凭借其配有的V8引擎和强大的撞击能力，可将敌人的载具和武器摧毁。如若一边驾驶一边瞄准，游戏会变为慢动作，以使玩家可在不同目标间切换。尽管游戏默认使用第三人称视角，但在驾驶杰作与敌人作战时可切换为第一人称视角。Chumbucket会在收到指令或待玩家离开后自行修复汽车。
为鼓励玩家进行探索，「杰作」可由沙漠中回收的「废料」进行升级，而这些材料可以通过劫持敌人车辆或者收集他们的零件获得。敌人可能会跳到杰作的车顶将其引爆，但玩家可在车周围放置钉刺一类物品防止此类事件发生。玩家可在游戏中访问车库界面，对爱车进行自定义改装。在车库里可改装和装饰载具的引擎，底盘，轮胎，车身，喷漆以及其外壳。升级一项性能会损失其他方面的性能，例如升级引擎可以使车辆速度增加，但会更难操控。当玩家改装，增添或移除载具的一部分时，引擎的声音也会随之改变。麦克斯的武器与盔甲皆可定制。 玩家可通过推进游戏和积攒经验值来解锁技能和升级项目。麦克斯的服饰，外貌，战斗技能以及武器也可自定义。主角还可用技能点在废土漫步者Griffa那里获得技能升级。
尽管该游戏有多种方式可供选择（例如潜入或直接进攻），但是其更偏重于潜入。疯狂麦克斯中拥有大量独特武器，例如麦克斯标志性的猎枪，但是弹药却十分稀缺，因而在游戏中偏重近战格斗甚于枪战。其中一样武器是可爆炸的雷电叉（Thunderstick） ，可以射入敌人的胸膛。该游戏拥有自由流畅的战斗系统，包括职业摔跤攻击，拳击，这与华纳兄弟先前的电子游戏《蝙蝠俠：阿卡漢》系列异曲同工（这款游戏中的敌人头上有一个指示条，可提醒玩家何时攻击、反击或完成动作）。而麦克斯在“狂暴”状态下的攻击会更为强大。
疯狂麦克斯包括峡谷，洞穴，沙漠以及废弃的荒野等地貌。游戏世界被划分为多个区域，每一片区域都有自己的背景故事与地形地貌，以及独特的地标和废墟可供探索。每个区域的支线任务包括竞速，限时任务，进攻敌方堡垒以及消灭敌方车队，完成这些任务可以降低区域的恐慌值。每个区域都有一个boss，可在其基地中找到并击败。游戏中的一些据点对玩家友好，与此同时，消灭敌对据点可获得额外的任务与奖励。这些据点也可以进行升级，从而为主角提供一些不同的好处，例如可在游戏结束时为主角收集碎片，主角可以拜访这些据点储存医疗用品和枪械弹药。游戏中有一些永久固定在地面的热气球作为观测点，麦克斯可以爬上去以观察新的地点和事物，用双筒望远镜搜寻事物并将其标记在地图上。麦克斯亦能在Chumbucket的指引下合成一些物品。主角还拥有一只名为Dinki-Di的狗陪伴，这只狗会为玩家侦测地雷。麦克斯也有一定的攀爬能力，游戏中可攀爬的物体会用黄色标记出来。
游戏中的大多数资源都极为匮乏，除了对驾驶至关重要的汽油。玩家每次可以收集一个德國桶，并把它储存在「杰作」的后边。与此同时，游戏中可以搜寻收集品（一些历史文物），包括一些末世之前的照片与笔记。食物和水对于主角生存至关重要，玩家可于荒野中搜集这些物品以补充生命值。麦克斯也可以吃一些小动物，例如腐尸中的蛆虫与啮齿动物，来补充生命值。在可以发现食物与补给的区域会有乌鸦在其周围飞来飞去。玩家也可以到Big Nothing探险，这是一片荒芜，变化莫测的荒原，刮着危险的沙尘暴，没有任何食物和水，但在此可以发现一些稀有的汽车配件。引述雪崩工作室之言：因Big Nothing的存在，游戏的地图趋于无限。游戏包括动态的昼夜循环、天气系统和各种环境灾害，其地形也会受天气和自然灾害的影响。

## 情节
为寻找燃料，幸存下来的公路巡警麦克斯·洛克坦斯基前往了寂静之原（the Plains of Silence）。但当他不小心闯入Scabrous Scrotus（特拉维斯·威林汉配音）为首的“战争男孩”（War Boys）之中后，其旅程发生了意想不到的转折。Scabrous Scrotus是不死老乔（弗莱德·塔他斯西奥配音）之子，也是汽油镇（Gastown）的管理者。他和战争男孩们将麦克斯赶下公路并窃走了他的衣物，给养，武器和汽车，还将他扔在沙漠中等死。麦克斯追上了他们，并在Land Mover与Scrotus进行决斗。Scrotus试图将狗绑在麦克斯身上但却未能成功，反被麦克斯一脚踢出不断移动的Land Mover。麦克斯用链锯划伤了Scrotus的头部，但仍不敌，麦克斯和他的狗被一并踢下Land Mover。
麦克斯带着他的狗，从一个死者身上获取了衣服与武器。正在沙漠上游荡的时候，麦克斯碰到了一位驼背但却极其热情的技工Chumbucket(杰森·斯皮萨克配音)，后者称麦克斯为“司机”。Chumbucket带麦克斯前往了自己的秘密基地，并告知他自己正在造一辆车——“杰作”（the Magnum Opus），但是车辆仍缺少一些部件。于是麦克斯答应帮他们寻找。麦克斯必须先从战争男孩们手中解放废土领导者的土地：杰特（乔希·基顿配音）的据点位于一处老旧的灯塔中，Gut Gash（利亞姆·奧布萊恩配音）的据点位于一处报废油轮上，他的追随者坚信该据点可以抵御洪水侵袭。麦克斯首先驾驶配有雷电叉（一种可爆炸的叉子）的“杰作”穿过Jaw，这是一扇由战争男孩们把守的大门。接着，麦克斯和Chumbucket必须先拯救Pink Eye（阿德里安娜·巴博配音），一位机械技能堪比Chumbucket的女性。她的筒仓基地遭到Scrotus的头号手下之一的Stank Gum的入侵。
为了寻找“杰作”的V8引擎，麦克斯打听到汽油镇有一场竞速比赛，其获胜奖励便是一台大首领V8引擎。在赢得与Stank Gum（尤里·洛文塔尔配音）的竞赛并于Thunderdome击败Tenderloin之后，麦克斯拿到了引擎，同时，还抱得一位情妇Hope（考特尼·泰勒配音）。但其胜利只是暂时的，Scrotus抢到奖品并对他发起攻击。麦克斯被十字弩射中并扔入矿井之中，但被Hope救起。之后他被带到了Organic Mechanic and Scab（Orion Acaba）——也称Bloodbag。麦克斯在接受手术时产生了幻觉，幻觉中他看到他与Hope的婚礼是由Chumbucket和一个长着狗头的男人主持的。苏醒之后，两人一起偷回了引擎。然后他们驱车前往Deep Friah（罗宾·特金·唐斯配音）的神庙中，Friah是一名友好的火焰教徒。
在神庙中，Hope请求麦克斯帮忙寻找逃到Buzzard领地的女儿Glory（麦迪逊·卡伦配音）。麦克斯最终答应了她的请求，并动身前往Underdune。麦克斯将Glory从Buzzards救回来之后，返回到神庙之中，发现妒火中烧的Chumbucket正在将「杰作」开回自己在南方的老家中。麦克斯开着Deep Frieh的车在后面追逐，却得知Scrotus和Stank Gum已经抢先一步追上了他，并对其严刑拷打。Chumbucket招待出Hope与Glory两人的位置，以及她们同麦克斯的关系。麦克斯杀死Stank Gum之后驰返到神庙，却发现Hope已被吊死，Glory也遭到拷打，倒在地上，很快便也咽气。麦克斯发誓要报复Scrotus。
麦克斯返回了汽油镇，并从Scab那里得知了Scrotus的位置。Max和Chumbucket在远离Great White的Purgatory Flatlands发现了开车在周围转悠的Scrotus。麦克斯想用「杰作」把Land Mover推下悬崖，将其摧毁，但却遭到Chumbucket的反对，后者自认为是「杰作」的守护者。麦克斯不顾Chumbucket，全速冲向Mover，Chumbucket身亡，Land Mover和「杰作」皆被摧毁。Scrotus驾驶着游戏刚开始时抢走麦克斯的座驾「Interceptor」逃脱，并对麦克斯发起挑战。麦克斯赢得了战斗，把锯片从Scrotus头上拉出，杀死了他。
游戏结局里，麦克斯坐进Interceptor，将他家人的照片放在仪表盘上，然后前往了一个未知的地方。

## 开发

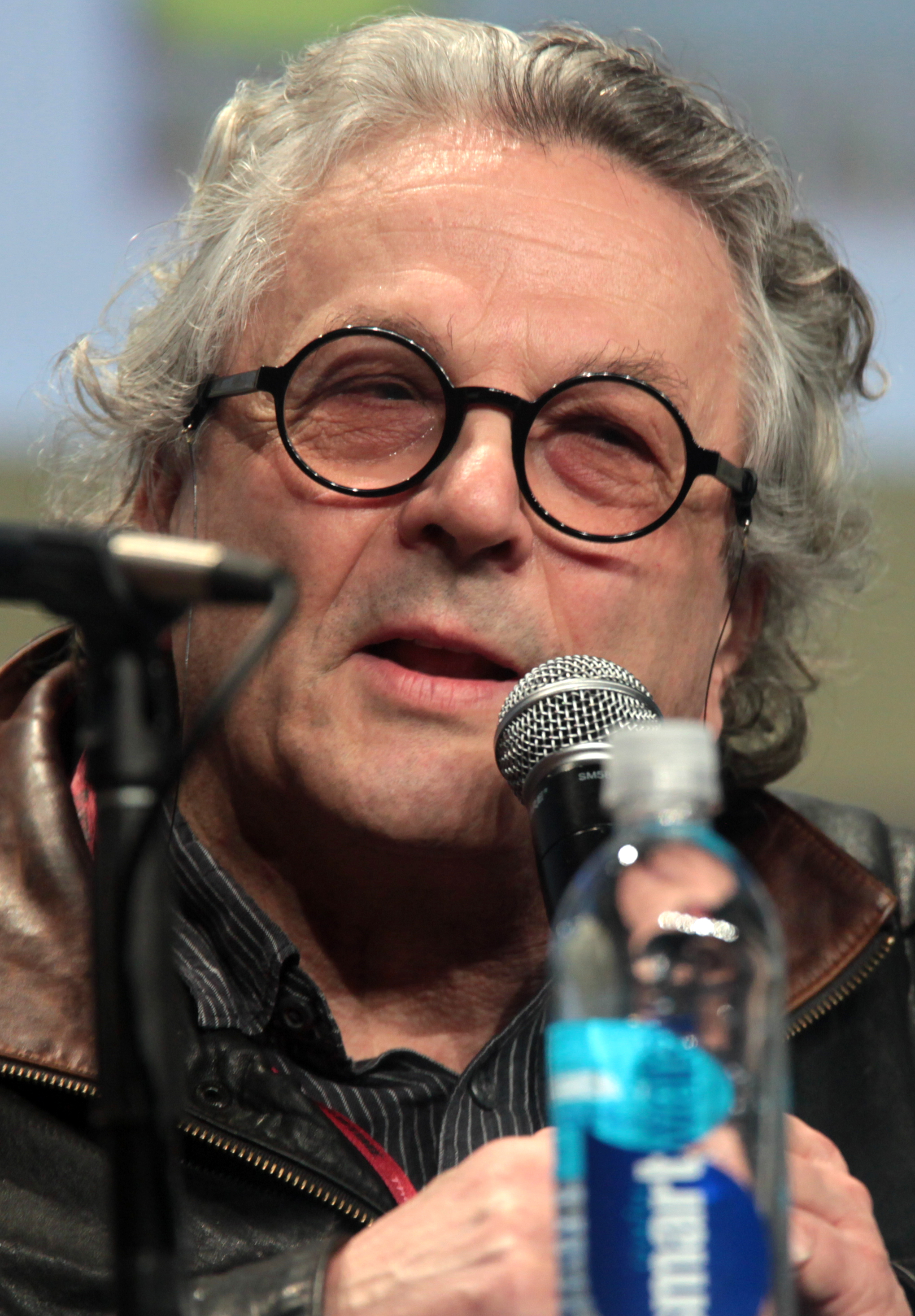
乔治·米勒在开发早期提供咨询

在2008年的一次采访当中，系列创始人乔治·米勒提及在开发一款建立于疯狂麦克斯世界观之上的电子游戏。在《戰神II》总监科里·巴罗格离开索尼互動娛樂后，米勒加入他的团队中一同研发游戏。该项目最初是为了与一部将同时发行的疯狂麦克斯电影相呼应，电影还曾暂停拍摄以等候游戏的研发。但在巴罗格于2008年宣布正在寻找游戏的发行商之后，这个项目就再也没有进一步的信息。2010年，巴罗格担任了雪崩工作室的咨询师, 2012年，他离开公司并前往晶体动力任职。另外一款相关的电子游戏由Interplay娱乐开发，但艺电以2000万美元收购了该公司的游戏所有权，该游戏也被取消。
2013年2月14日，雪崩工作室的始创者暨CEO克里斯托弗·桑德伯格（Christofer Sundberg）放出了一张模糊的游戏截图。2013年7月10日，该游戏在E3游戏展索尼发布会上首次露面。并公布了登陆Microsoft Windows、PlayStation 3、PlayStation 4、Xbox 360以及Xbox One的日程表。桑德伯格在E3上宣称米勒和巴罗格正在开发的并非是雪崩工作室的项目，但后又改称两人正在雪崩工作室开发疯狂麦克斯。 尽管各个项目之间关系不明朗，但根据游戏设计总监透露，2011年年中，米勒曾在游戏开发早期与雪崩工作室进行合作。尽管有米勒提供咨询，但是华纳兄弟仍给予雪崩工作室以创意上的自由。游戏的全面开发于2012年5月之前便已经开始。
2014年4月，雪崩工作室宣布《疯狂麦克斯》将跳票到下一年，以使它在雪崩工作室“自问世以来最重要的一年”发行。 而游戏则在开发过程中进行了重新设计。尽管与2015年的《疯狂的麦克斯：狂暴之路》同年发售，两者之间并没有直接联系，也并无商業搭配，其剧情与设定均为原创。这是因为在《蝙蝠侠:阿卡姆》系列大获成功之后，发行商華納兄弟互動娛樂认为，相比基于电影游玩的游戏，一款独立的游戏会对玩家更好一些。但在电影中出现的一些地点，例如汽油镇（Gas Town）和Thunderdome也在游戏中出现。与雪崩工作室先前的游戏（例如《正当防卫2》）不同，该游戏的配音更为成熟，且更加强调叙述。
与电影相似，麦克斯总是沉默寡言且不露情感，他的想法多由行为来表现。游戏团队力图为他塑造复杂的性格与特质。麦克斯因曾经经历过的创伤，例如失去家庭，变得疯癫，不坚定而又狂暴。这些性格在游戏中的“狂暴”模式（英語："rage" mode）中得以体现，该状态下可对敌人造成额外伤害。麦克斯的技工与伙伴Chumbucket着迷于“杰作”，根据剧情的主要作者所言，他“与引擎的有一种类似于宗教或性的关系”。游戏中的主要反派Scabrous Scrotus是一名军阀，他被设定为“一个嗜血的怪物，只有从他人的痛苦中才能为自己的痛苦找到慰藉”。敌人的面部涂有颜料且留有伤痕。根据游戏总监弗兰克·鲁克所言，他们这样的外表体现了这种文明与当前状态的融合。
首席设计师埃米尔·克莱夫提到，在开发过程中，玩法被放在最优先的位置。与正當防衛系列相同，疯狂麦克斯的开发者们通过为玩家提供工具创造自己的事件，来给予玩家自主权。工作室计划打造一个动态的世界，并创建一系列无缝连贯的事件。游戏的创意来源于疯狂麦克斯世界的氛围，而非系列中某一部特定的电影。据雪崩工作室所言，他们并不打算受到《異塵餘生》、《狂怒》、《无主之地》等其他后末日风格游戏的影响，因为它们皆启发于《疯狂麦克斯》电影。 该公司表示，开发游戏的车辆战斗玩法对他们而言是一个挑战，因为他们缺乏开发这类游戏经验。车辆定制系统的设计是为了增加游戏的乐趣，并给予玩家更多的自由。

游戏区域中有着不同的地标，以便创造多种环境。游戏地面多为棕色，但天空却为鲜红色

游戏的世界启发自正当防卫系列，其特征是一个巨大的沙盒地图供玩家探索。雪崩工作室CEO克里斯托弗希望玩家会将疯狂麦克斯的荒漠设定与《荒野大镖客：救赎》的西部设定相比较。游戏地图会按照游戏的密度和频率进行缩放。开发团队强调创建一个选择多样且可供消遣的世界，而非只关注地图大小。 尽管游戏世界死气沉沉，充满危险和敌意，但其仍旧令人激动而想要不断探索。开发人员面临的一个挑战是打造一片环境多样的废土，因为疯狂麦克斯是雪崩工作室第一款后末日风格游戏。他们大部分时间用于设计地面和地形变化，以尽量避免景观重复。因为游戏大多设定于沙漠，团队将天空设计为更有生机的色彩。工作室还曾派遣团队前往哥斯达黎加丛林观察当地的地貌与环境，为创造疯狂麦克斯的世界，尤其是天空做准备。与电影相同，游戏中并没有给出任何启示，其开发者想要为废土塑造一种谜一样的感觉，让玩家自行想象这片土地的历程。游戏中的车库本是为了玩家升级和修理汽车，以使游戏更具特色。但这个想法后来被搁置，因为工作室认为该元素会影响游戏性的发挥。
疯狂麦克斯以APEX引擎（原称「雪崩引擎」）提供支持，这是一款由雪崩工作室开发的室内专用引擎，其也被用于《正当防卫2》。据首席图形设计师介绍，在疯狂麦克斯开发过程中，他们为引擎引入了新的图形特性，并针对开放世界游戏进行了设计和优化。团队还致力于提升地图的画距，并保证三个主要游戏平台的玩法没有明显差别。
被邀请前往2013年E3游戏展一场私人展览会的游戏记者们注意到，麦克斯是美国口音，而非电影中的澳大利亚口音，粉丝们对其新的美国口音十分抵触。随后，雪崩工作室宣布麦克斯将会有澳大利亚口音。 据形容游戏中设定使用「废土克里奧爾語」，其中融合了多种文明因素，因而主角也会有多重口音。

### 发布
疯狂麦克斯于2015年9月1日在北美和英国发布，2日在澳大利亚发布，3日于新西兰发布，4日于欧洲发布。其登陆了Microsoft Windows、PlayStation 4，以及Xbox One平台。但先前于5月3日宣布的PlayStation 3及Xbox 360版本因硬件限制而被取消，但其宣称将支持Linux端口。该游戏最终于2016年10月20日登陆了Linux和MacOS平台。
预购游戏的玩家可以得到The Ripper——一套附赠的自定义车身图案。后启示录版游戏附带The Ripper图案、一个铁盒、一个收藏匣、一个小的许可证底片和疯狂的麦克斯：狂暴之路的蓝光副本。2015年11月30日之前购买PlayStation 4版可以获得一套公路勇士生存装备，以及十二套车辆外部装饰。为推广该游戏，华纳兄弟互动娱乐对其发布会进行了赞助。在澳大利亚，公司邀请了艺术家们用灰尘在其汽车上绘制作品。他们还参加了優步在西雅圖的推广活动，活动中，优步用户可以免费搭乘汽车“一直通向后末世”。这一活动是免费的，因为“金钱在废土上一文不值”。

## 评价

### 发售前
在发售之前，《疯狂麦克斯》收到许多正面评价。《Game Revolution》称其“令人振奋，快节奏，暴力而又有趣”，并称其将使得系列粉丝无法自拔。 《Hardcore Gamer》认为其将是“2015年最大的惊喜”，并盛赞其车辆战斗，甚至拿它与《刺客教條IV：黑旗》的海战作比较。 IGN将该游戏比作2015年的《中土世界：暗影魔多》。 《PC Gamer》则担忧该游戏“想要同时做到的事情过多”，一些评论家将其与饱受好评的电影《疯狂的麦克斯：狂暴之路》进行负面比较。

### 发售后
| 汇总媒体   | 得分                                |
| ---------- | ----------------------------------- |
| Metacritic | PC：73/100 XONE：72/100 PS4：69/100 |

| 媒体          | 得分   |
| ------------- | ------ |
| Destructoid   | 7/10   |
| Eurogamer     | 推薦   |
| Game Informer | 7.5/10 |
| GamesRadar+   | [ 90 ] |
| GameSpot      | 6/10   |
| GameTrailers  | 7.4/10 |
| IGN           | 8.4/10 |
| Polygon       | 5.5/10 |

疯狂麦克斯评价褒贬不一，在汇总媒体Metacritic上，分數最好的為PC版的73/100分，接著是Xbox One的72/100分和PS4的69/100分。
游戏的情节褒贬不一，IGN的布兰丁·泰雷尔（Brandin Tyrrel）认为这个故事令人惊讶并且真实，尽管大部分行动都发生在游戏后期。他写道，这些角色有着不同的个性和独特的品质，并认为他们是游戏中“真正的明星”。根据Destructoid的克里斯·卡特(Chris Carter)所说，游戏的剧情十分贴合玩家。 GamesRadar的里昂·赫爾利（Leon Hurley）则认为剧情整体薄弱，几乎不存在主体，但也认同游戏高潮令人振奋。 Game Informer的Matt Bertz同样对剧情提出批评，认为其薄弱且浅浮，并称配音演员的表现参差不齐。
但是游戏的地图设计受到了一致好评。据布兰丁·泰雷尔所言，游戏捕捉到了电影的粗犷色调，沙盒式游戏场景为玩家的探索提供了豪华的设定。 GamesRadar的里昂·赫爾利（Leon Hurley）赞赏地图的规模，并将其与《巫师3：狂猎》进行比较。Eurogamer的Martin Robinson将其与工作室先前作品正當防衛系列比较，并认为疯狂麦克斯开放世界设计的相当成功。Matt Bertz盛赞游戏的荒凉氛围，并称赞工作室向单调的沙盒中加入大量不同的风格和颇有生机的天空。GameTrailers的Daniel Bloodworth与Bertz一致，也称游戏中各个区域独特且截然不同，同时他还赞扬了雪崩工作室创造这个世界的不懈努力。GameSpot的Peter Brown对游戏中的自然灾害赞赏有加，并认为其创造了游戏天气效果的新模式。Polygon的Philip Kollar批评了游戏的布局，并认为游戏中各个地点都感觉相同，平淡的环境使得探险索然无味。
布兰丁·泰雷尔认为载具战斗是游戏中的最好要素之一，并使得游戏的创意更上一层楼。Brown称赞了车辆动作，称其紧张，复杂而又充满变数，但是批评步行作战过分简化和肤浅。卡特将游戏的载具手感与最好的竞速游戏相提并论，并且对其操控手感赞不绝口。他还称赞了汽车构造，并称其为玩家提供了电影一般的体验。布兰丁·泰雷尔非常欣赏游戏的战斗系统（例如武器的引入以及狂暴模式），并认为它们增加了游戏作战的深度。 赫爾利对游戏的升级系统表示欣赏，并认为其令人兴奋，同时还称赞了游戏车战与步战之间的平衡。Bloodworth写道，作战系统经过检验且十分可靠，运行效果良好，尽管摄像机的角度不太合适。此外，Kollar则批评了Boss战，认为其缺乏多样性。
其他游戏玩法评价不一。泰雷尔对游戏角色及车辆的自定义系统进行了褒扬，因其影响了游戏的玩法，并使游戏的整体体验更具价值。 Kollar也如此认为。Brown批评游戏未能给玩家提供足够的挑战性和成就感。他称生命值系统过于冗余，其使得水和食物对玩家极为重要，但玩家经常会忽略掉它。Brown还批评了碎片搜集系统，因为其会使大多数玩家感到沮丧，并会延缓玩家的游戏速度。Robinson则认为，这些元素反映了废土的野蛮本性。他称赞了地图的设计（尽管他认为是电影的复刻），并且形容道，“这个世界充满了扭曲的金属和突如其来的暴力，这里只有生存，而非征服”。Bloodworth批评了游戏的据点系统，并称其内容重复。Brown则批评游戏缺乏攀爬系统，使得移动受到阻碍。卡特也持相同看法。
游戏探索系统也获得了褒贬不一的评价。泰雷尔赞扬了分散在地图各处的内容和活动，称它们成功吸引大多数玩家。但他对内容的不断重复感到厌倦，认为其减弱了重玩的必要。赫爾利发现，在游戏早期阶段玩家很容易感到困惑，因为目标并不清晰。Brown批评了许多任务的架构，认为它强迫玩家以特定的方式去完成任务，使得自由度和创造性都被削弱。Destructoid的克里斯·卡特（Chris Carter）写道，该游戏并未带来什么新的体验，就像典型的育碧开放世界一样。
游戏最初发布时出现了一些技术上的问题。泰雷尔注意到游戏的帧率不稳定，Kollar则发现了一些音频的问题。

### 销售
疯狂麦克斯在其发售首周成为英国第二畅销的游戏，仅次于同日发售的《潛龍諜影V 幻痛》。根据NPD集团的报告，它是2015年9月份美国第八畅销的游戏。